# Brookhill Country Park
Brookhill Country Park är en park i Storbritannien.   Den ligger i grevskapet Kent och riksdelen England, i den sydöstra delen av landet, 100 km sydost om huvudstaden London. Brookhill Country Park ligger 60 meter över havet.
Terrängen runt Brookhill Country Park är lite kuperad. Havet är nära Brookhill Country Park åt sydost.  Närmaste större samhälle är Ashford, 15,2 km nordväst om Brookhill Country Park. 